# مارسل روهنر (ورزشکار)
مارسل روهنر (انگلیسی: Marcel Rohner؛ زادهٔ ۲۱ ژوئن ۱۹۶۴) از ورزشکاران بابسلد در بازی‌های المپیک زمستانی ۱۹۹۸ اهل سوئیس است.